# Hausmanit
Hausmanit je mešan oksidni mineral, zmes dvovalentnih in trovalentnih manganovih oksidov. Njegova kemijska formula se lahko zapiše kot MnIIMnIII2O4 ali bolj enostavno kot MnO·Mn2O3 ali Mn3O4, kakor se običajno zapisuje magnetit (Fe3O4). Hausmanit spada v spinelno skupino mineralov in tvori tetragonalne kristale. Mineral je rjave do črne barve, ima kovinski videz, trdoto po Mohsu 5,5 in specifično težo 4,8. 
Tipska lokacija minerala je Öhrenstock, Ilmenau, Turingija, Nemčija, kjer je bil leta 1813 prvič opisan. Najden je bil tudi v Batesvilleu, Arkansas, ZDA, Ilfeldu, Nemčija, Langbanu, Švedska in na Uralu, Rusija. Zelo kakovostne vzorce so našli v Južni Afriki in Namibiji, kjer ga spremljajo manganova oksidna minerala piroluzit in psilomelan ter železov-manganov mineral biksbiit. 
Hausmanit  je tako poimenoval Wilhelm Haidinger leta 1827 v čast Johannu Friedrichu Ludwigu Hausmannu (1782–1859), profesorja mineralogije na Univerzi v Göttingenu, Nemčija.

## Slike
- Hausmannite iz rudnika Wessels, Kalahari, Južna Afrika
- Kristalna struktura hausmanita
- Klaster iz rudnika Wessels
- Kristal etringita na matrici hausmanita in hematita, prevlečeni z ojelitom